# Депортации из Литовской ССР

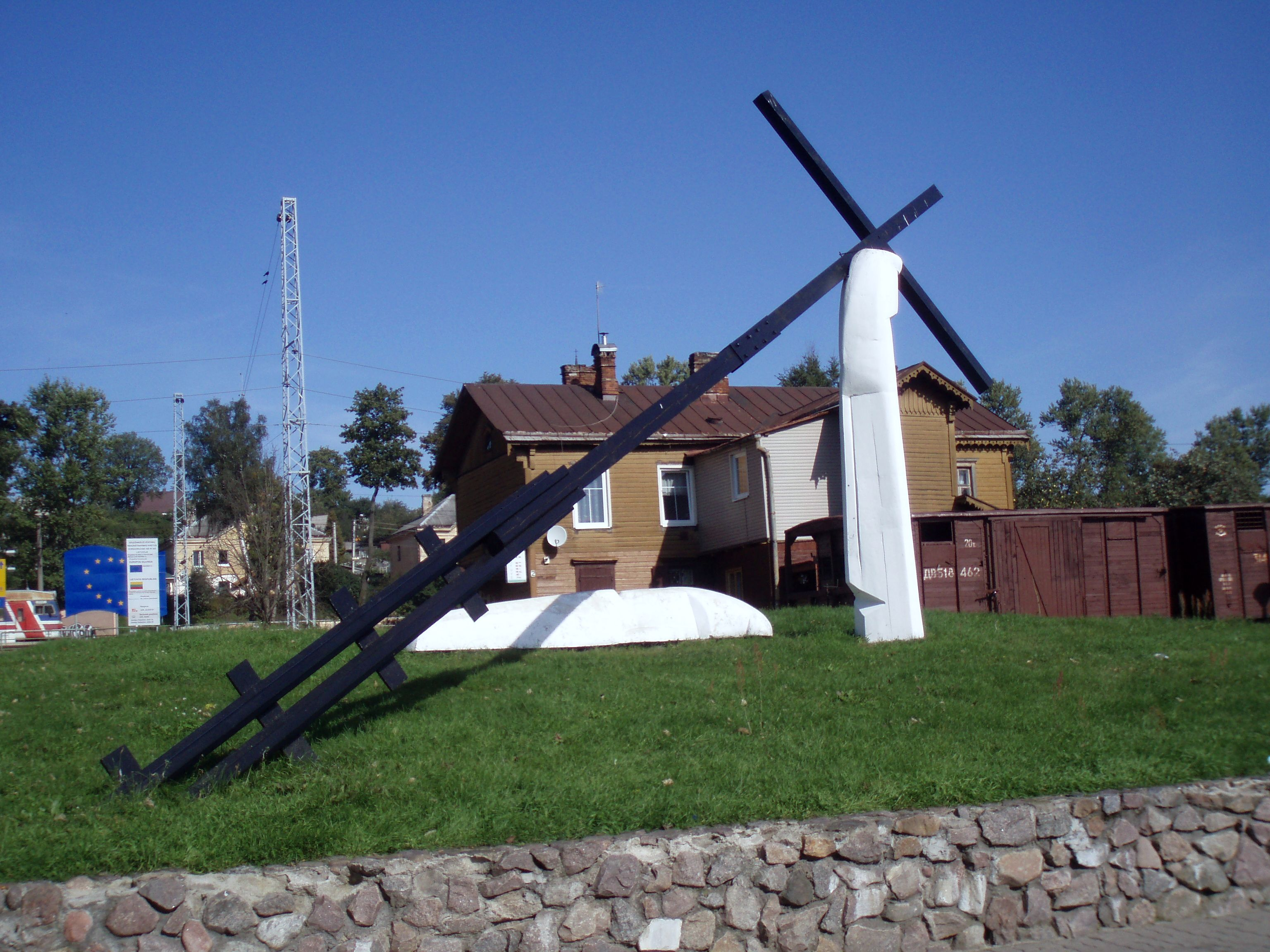
Памятник депортированным в Новой Вильне — последняя крупная остановка поезда в Литве

Депортации из Литовской Советской Социалистической Республики (лит. Lietuvos gyventojų trėmimai 1940-1953 m.) — принудительное выселение гражданского населения Литвы к месту жительства и постоянного нахождения на специально отведённой территории СССР без права на возвращение, проводимое властями СССР в 1940—1941 и 1945—1952 г.г. За этот период из Литвы было депортировано 131 600 человек.

## Предыстория
В 1939 году Литва оказалась втянутой в события, разворачивавшейся перед началом Второй мировой войны, когда 20 марта 1939 года Германия потребовала возвращения ей Мемельского края, под угрозой вторжения вермахта. Это довершило кампанию давления, начатую заявлением от 21 мая 1935 года, когда Адольф Гитлер предъявил Литве претензии за преследование немецкого языка в Мемеле и назвал её страной, не соблюдающей «общепризнанные нормы человеческого общества».
Когда в августе 1939 году СССР и Германия подписали пакт Молотова — Риббентропа, прибалтийские государства (в том числе и Литва) перешли в сферу влияния СССР. С началом Второй мировой войны 11 октября 1939 года Народный комиссар СССР Л. Берия подписал приказ НКВД СССР № 001223 «О введении единой системы оперативного учёта антисоветских элементов, выявляемых агентурной разработкой»), предполагавший централизацию и унификацию агентурной работы для выявления агентурной разработкой и учёта антисоветских элементов, поскольку эта работа не была организована должным образом, что давало возможность потенциальному противнику получать через своих агентов доступ к секретам государства, на особо охраняемые объекты и т. п. После присоединения Литвы к СССР, в результате которого республика получила Виленский край Польши, этот указ был распространён и на новые территории Советского Союза: учёты подлежали члены некоммунистических организаций, тюремные офицеры, полицейские, землевладельцы, сотрудники государственных учреждений, офицеры, беженцы из Польши, репатрианты Германии и члены их семей. Уже в июле 1940 года началось составление списков. Заранее было запланировано зарегистрировать около 320 тысяч членов бывших партий и организаций. Впоследствии в этот список вошли представители национальных меньшинств.
Однако с приближением начала Великой Отечественной войны  выявилось, что по состоянию на вторую декаду мая 1941 г. оперативный учёт органы НКГБ Литовской ССР так и не наладили. Старт реальной подготовке списков подлежащих депортации «антисоветских элементов» был дан специальным указанием наркома госбезопасности СССР В. Меркулова 19 мая 1941 г.
При этом штаты НКВД Литвы были укомплектованы недостаточно, их не хватало даже на вербовку агентуры, противодействие антисоветским выступлениям и работе германской разведки.
Обстановку в республике накаляли преобразования социалистического характера (национализация предприятий, конфискации продуктов и коллективизации в селе), вызывавшие недовольство у затронутых ими слоёв; в Виленском крае организовывались подпольные польские ячейки, а в самой Литве — антисоветские структуры, в которые вливались бывшие чиновники буржуазной Литвы, чему способствовала поддержка спецслужб Третьего рейха. В ноябре 1940 г. бывший посол Литвы в Германии К. Шкирпа организовал в Берлине пронацистский Фронт литовских активистов.
Приток беженцев из Польши также требовал выявления и выселения из республики «контрреволюционного элемента», с чем органы правопорядка Литвы не справились. В конце ноября 1940 г. руководитель НКВД Литвы А. Гузявичюс сообщил, что около четырёх тысяч беженцев хотят выехать за границу и имеют для этого иностранные визы либо заверительные письма из посольств, и просил разрешить им выезд.

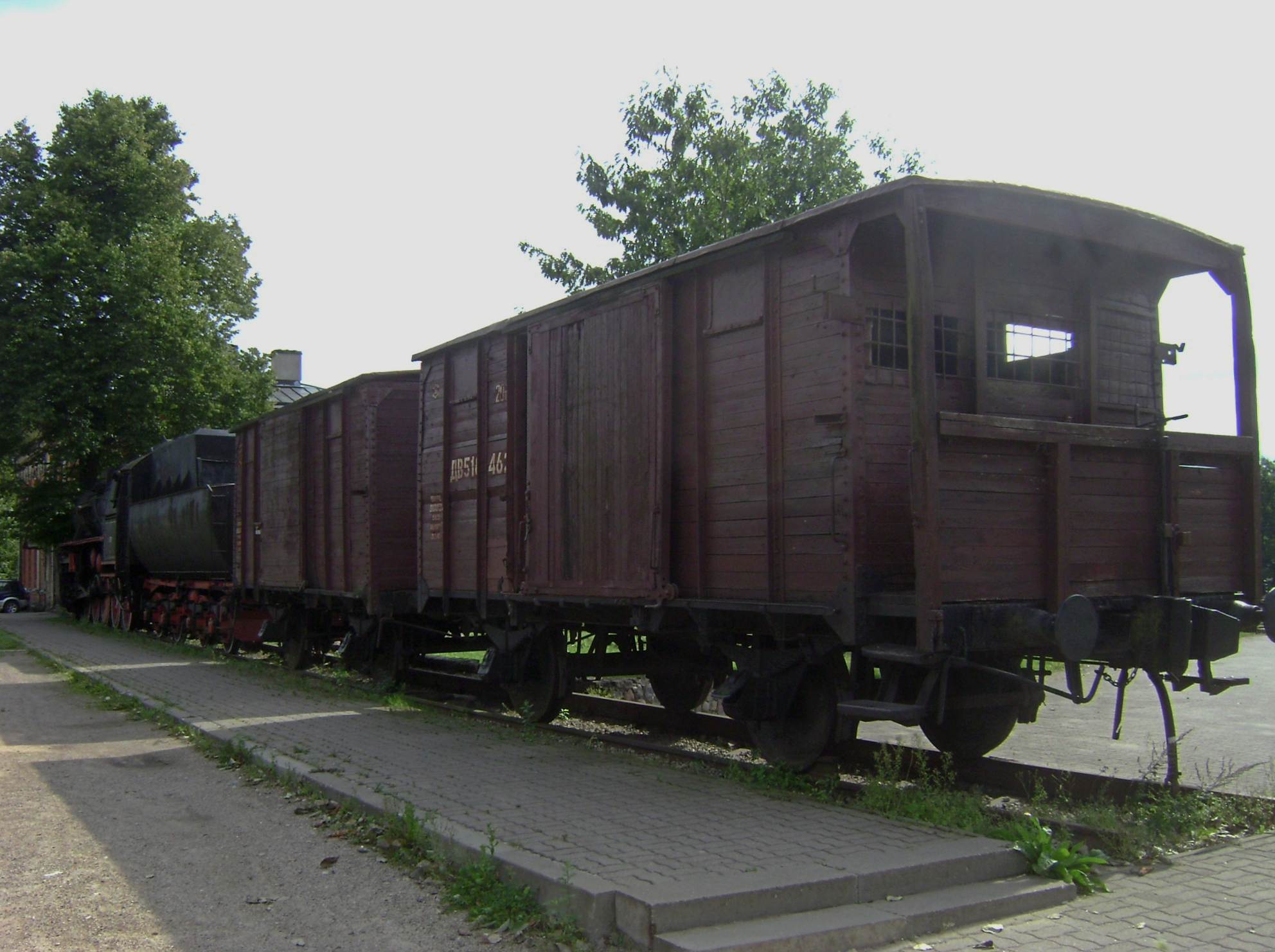
Железнодорожные вагоны, использовавшиеся для перевозки депортированных

12 декабря 1940 г. Политбюро ЦК ВКП(б) приняло постановление по беженцам, предусматривавшее разрешение на выезд за границу имевшим соответствующие документы, приём в советское гражданство желающих и высылку в Казахстан и Коми АССР сроком на 3-5 лет выявленных среди беженцев «помещиков, фабрикантов, офицеров и полицейских», а также лиц, отказавшихся от советского гражданства.
Только в январе 1941 г. начался приём беженцев в гражданство СССР и подготовка выселения отказавшихся, что соответствовало политике прежних литовских властей в отношении беженцев. Оперативный план должен был быть готов к 20 февраля, однако он не был утверждён. 14 марта 1941 г. нарком госбезопасности Литвы П. Гладков предложил Москве провести аресты выявленного среди беженцев «контрреволюционного элемента» в количестве 975 человек. Однако операция задержалась. К 23 апреля 1941 г. количество выявленных «контрреволюционных элементов» из числа беженцев достигло 2250 человек и 880 членов их семей, причём их планировалось не высылать, а судить на месте. Совместная директива НКГБ и НКВД СССР, поступившая к 26 апреля, предписывала провести депортацию «контрреволюционных» беженцев, однако это также не было выполнено и в итоге эта операция была присоединена к депортации 14 июня 1941 г. Причиной такого затягивания дел была недостаточность местных сил правопорядка, в значительной мере отвлекавшихся на противодействие расширяющемуся подполью Фронта литовских активистов, польских нелегальных организаций и разведки Германии, которая использовала сбежавших под её крыло офицеров политической полиции и военной разведки для вербовки агентов из числа их родственников, сослуживцев, знакомых, распространения антисоветских листовок. Фронт литовских активистов в преддверии наступления вермахта готовил масштабное восстание в Литве, о чём органы НКГБ узнали через перевербованного ими агента гестапо.
Фронт литовских активистов разработал инструкцию «Указания по освобождению Литвы», из которой явствовало, что руководители этой организации имеют прочные контакты с германской военной разведкой (абвер), гестапо и службой А. Розенберга, имея достоверную информацию о нападении Германии на СССР. Эта инструкция ориентировала на устранение не только советских служащих, но и евреев, от которых «необходимо было избавиться при приходе немецких войск». Инструкция ориентировала боевиков Фронта препятствовать уничтожению инфраструктуры дорог при отступлении Красной армии, дабы обеспечить быстрейшее продвижение моторизованных германских частей. Несмотря на то, что в апреле — начале мая 1941 г. органам НКГБ удалось ликвидировать часть связанного с Фронтом подполья, вскрыть его полностью не удалось. И тогда 12 мая 1941 г. НКГБ Литвы предложил провести массовую депортацию «антисоветского элемента» из республики. Предлагалось 19 610 человек (в том числе 1000 уголовных преступников и бандитов) арестовать, 2954 человек выселить.
16 мая 1941 г. НКВД СССР подготовил проект постановления ЦК ВКП(б) и СНК СССР «О мероприятиях по очистке Литовской ССР от антисоветского, уголовного и социально-опасного элемента», предусматривавшее серьёзные коррекции первоначального плана НКГБ Литвы: под депортацию должны были попасть не все «бывшие», а только те, на которые имеются оперативно-следственные материалы. Это снизило количество арестовываемых в 4 раза: с 19.610 до 5664 человек. В это число вошли и контрреволюционные польские беженцы, которых планировалось выселить с декабря 1940 года.
При утверждении постановления в него были добавлены Латвия и Эстония: текст документа не успели перепечатать, и эти республики были вписаны в него от руки.
Окончательное решение по депортации было принято в Москве 10 июня 1941 г., при этом её дата была перенесена с 12-го на 14 июня, поскольку на 12-е в Литве приходился большой религиозный праздник. С депортацией по времени совпала операция по ликвидации подпольных центров Фронта литовских активистов в Вильнюсе и измены в литовском территориальном корпусе РККА. «Действовавшие в подполье организаторы восстания в Вильнюсе понесли тяжёлые потери. Накануне НКВД арестовало ключевых командиров и около 300 офицеров. Стало невозможным осуществить первоначальный план — объявить, как предполагалось, независимость в Вильнюсе», — рассказывал о событиях один из активистов антисоветского подполья В. Дамбрава.
В целом с августа 1940 по май 1941 гг. уголовному и политическому преследованию в Литве было подвергнуто в общей сложности около 4 тысяч человек.

## Июньская депортация 1941 года
14 июня 1941 года были арестованы 6606 человек. Из них — 6242 мужчины и 364 женщины. Среди заключённых — 52 школьника в возрасте до 16 лет и 101 человек старше 60 лет. Число арестованных по национальному признаку: литовцев (3835), поляков (1664), евреев (334), русских (262), белорусов (93), немцев (52) и лиц других национальностей (58).
Первые депортированные оказались в Архангельской области, в лагерях Коми и Карелии, в тюрьмах Соль Илецк и Горький в Норильске. В мае 1941 года было принято решение «о выселении». Отвечал за операцию Л. Берия. Для проведения операции были созданы штаб-квартиры, в которых работали люди из Москвы. Ответственность за работу штаба несли сотрудники НКГБ и НКВД, милиционеры. Им помогали местные коммунисты и комсомол. 14 июня 1941 года в 3 часа утра началась массовая депортация жителей Литвы. После проведения обысков людям сообщали, что они будут выселены в другие районы СССР. При попытках бежать — открывалась стрельба. Ссыльным разрешалось взять с собой не более 100 кг собственных вещей на человека, для чего к каждому эшелону прицеплялись грузовые вагоны. В основном брали одежду, обувь, посуду, постельные принадлежности, продукты питания и мелкий инвентарь. В течение четырёх дней около 17 600 жителей оккупированной Литвы были депортированы в автономную республику Коми, Алтайский и Красноярский края и Новосибирскую область. Больше всего пострадала интеллигенция. Ссыльными оказались президент Литовской Республики Александрас Стульгинскис, бывший председатель парламента Константинас Шакенис, министры. Было депортировано 1200 учителей, 79 священников.
Депортации проводились в два этапа. Люди покидали свои дома и уезжали на места сбора. Семьи ссыльных делились на две группы: A — глава семьи и В — члены семьи. Обе группы депортировались разными эшелонами. Ссыльных группы А обыскивали перед посадкой в вагон. Около 3000 депортированных мужчин были вывезены в лагеря в качестве заключённых. Одним из крупнейших местом сбора ссыльных стал город Науйойи-Вильня. Оттуда поезда отправлялись в глубь СССР. Во время этой депортации большинство депортированных было вывезено в Алтайский край (7232 человека). Некоторые из них впоследствии были переведены на север Якутии. Некоторые из ссыльных оказались в лесах Коми (1468 человек), Томской области (1309 человек), а часть из них — в Казахстане, Красноярске и Новосибирске. Мужчины, отлучённые от семей, в основном попадали в трудовые лагеря в Старобельске. Впоследствии их перевели из Старобельска в Карлаг, Воркутлаг, Сиблаг, Севураллаг и Краслаг, где они выполняли изнурительную физическую работу.
Несмотря на то, что депортация 14 июня нанесла удар по антисоветскому подполью, в списки высланных попало и много не причастных к нему людей.

## Депортации после войны

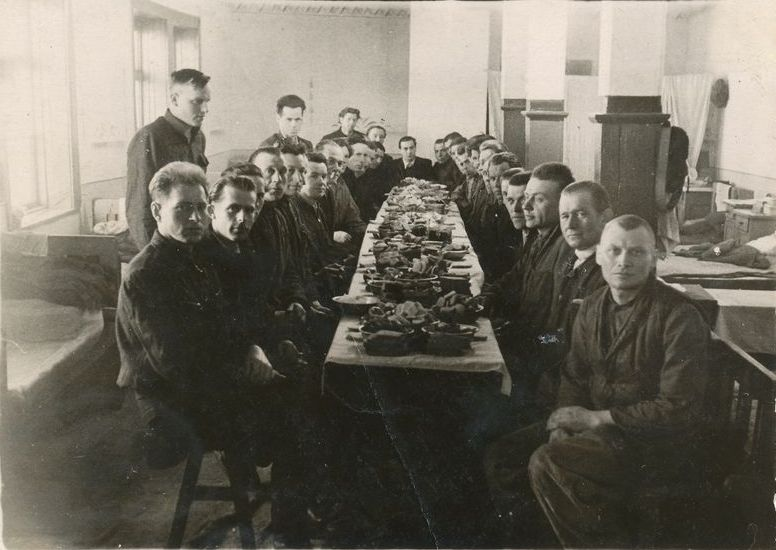
Литовские ссыльные празднуют Рождество, 1955 год

В 1944 г. осенью начались составляться списки «бандитов» и «бандитских семей», в них вошли участники вооружённого сопротивления, были начаты приготовления к депортации немцев и их родственников. Предусматривалось выселение всех граждан Германии, независимо от их социального статуса, деятельности, возраста, пола. В списки были занесены люди, изучающее немецкий язык, а также лютеране.
В начале мая 1945 г. ссыльные из Каунаса уехали эшелоном в глубь СССР, а летом добрались к месту ссылки, в Таджикистан, где они работали на хлопковых плантациях.
В мае 1945 г. было решено организовать новые депортации из каждого округа. Для исполнения были сформированы пять типов боевых групп: по осуществлению депортации, по охране дороги и вокзала, по охране станций и эшелонов. В эти группы вошли сотрудники НКВД и НКГБ. Помогали при составлении списков ссыльных: секретари областных комитетов, председатели исполнительных комитетов, партийные доверенные лица. Списки были составлены по обвинению в присоединении к повстанческому движению или в его поддержке. Подготовительная работа проходила до начала 1946 г. С 18-21 февраля начались депортации из четырёх округов: Алитуса, Мариямполе, Лаздияй и Таураге. Но 12 декабря 1947 г. бюро Центрального комитета ЛКП постановило, что репрессии в Литве проходят неэффективно, поэтому было немедленно решено принять соответствующие меры. В тот же день началась новая депортация. В декабре 2782 человека были депортированы. В январе-феврале 1948 г. ещё 1134 человека из всех областей Литвы. До мая 1948 г. число увеличилось до 13 304. Большинство из них оказались в ссылке из-за продолжающейся классовой борьбы, которая должна была привести к «ликвидации буржуазии».

## Операции «Весна», «Прибой», «Осень»

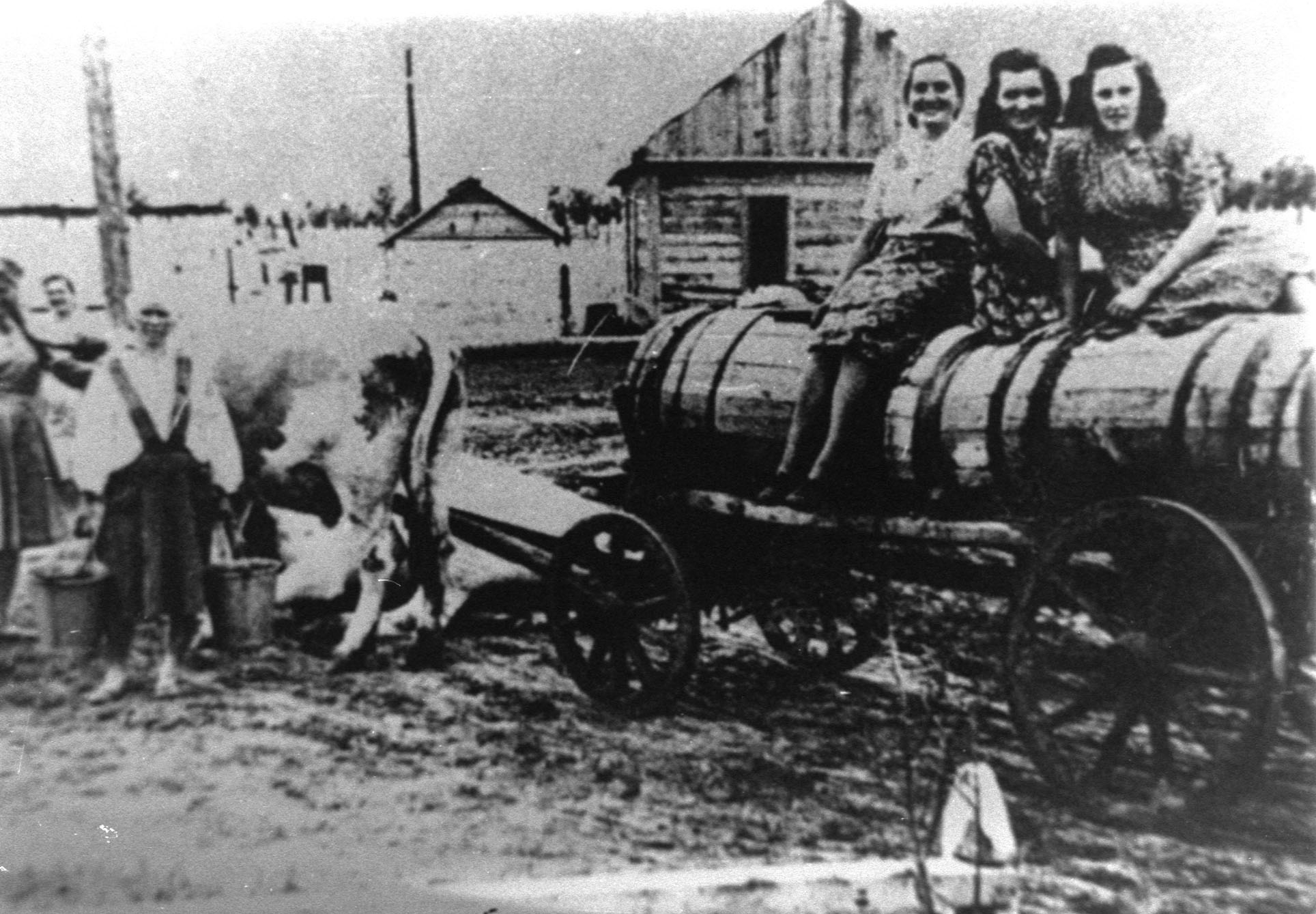
Депортированные в лагере (Тайшетский район, Иркутская область). Первая справа связная лесных братьев Альбина Норкуте

В мае 1948 г. прошла подготовка к чрезвычайно большой депортации. Для её исполнения было собрано 30 118 сотрудников репрессивных структур СССР, солдат, офицеров и истребителей. Им помогли 11 446 партийных и советских активистов. С 22-23 мая 1948 г. началась крупномасштабная депортация под названием «Весна», согласно которой 36 932 человека были арестованы, а затем число увеличилось до 40 002. К месту ссылки в каждом эшелоне ехало по 300—400 семей. Людей перевозили в переполненных вагонах с антисанитарными условиями, поэтому многие умирали в пути. В пути случались ограбления. Сама дорога длилась несколько недель.
25-28 марта 1949 г. состоялась вторая депортация, одновременно проводившаяся в Латвии и Эстонии. В Литве более 30 000 руководителей были вовлечены в эту операцию. 28 981 человек в течение четырёх дней были депортированы в глубь СССР. Тем, кому удалось скрыться, в апреле месяце были схвачены. В результате ещё два эшелона были отправлены в глубь СССР. В марте-апреле 1949 г. из Литвы вывезено около 32 тыс. человек. После этих операций началась быстрая коллективизация. Люди жили в страхе, так как за поддержку партизанского движения, из-за антикоммунистического настроения можно было оказаться в списках ссыльных. До 1952 г. было организованно 10 депортаций.
Со 2-3 октября 1951 г. из Литвы в Красноярский край было отправлено 16 150 человек. Это была последняя большая депортация. В 1953 г. последние вагоны уехали в Томскую область и в регионы Алтая и Красноярска. В основном это были родственники уже депортированных лиц. В последней депортации Литву покинуло ещё 100 человек.

## Жизнь в ссылке
Жилищные условия переселенцев различались и зависели от географического расположения принудительного поселения, местных условий и типа работ, выполняемых депортированными. В пути охранники проводили обыски, во время которых забирали самые ценные вещи, пишущие предметы, бумаги, фотографии и личные документы. Пропадала еда, во время так называемой «дезинфекции», когда ссыльных выгоняли из вагонов и вели мыться, а их одежда сжигалась. После прибытия на станцию назначения начиналась отборка ссыльных. Представители местных колхозов выбирали себе необходимую рабочую силу. На конечную станцию ссыльных перевозили на барже, грузовиках, лошадях, быках, подводах, а иногда приходилось добираться пешком. Ссыльных отправили на принудительные рабоы по  освоению природных ресурсов. Предполагалось их трудом помочь разрушенному войной сельскому хозяйству. Поэтому большая часть ссыльных работала в лесу, в сельском хозяйстве, в шахтах, на лесозаготовительных и деревообрабатывающих предприятиях. Женщины иногда работали с мужчинами. 
Ссыльные жили в постройках, не приспособленных для жизни летом, то есть в сараях, конюшнях, на складах, в бараках и в землянках. Особенно трудно было жить на северных территориях. Из-за антисанитарных условий, постоянного дефицита пищи, пожилые люди, а также дети в возрасте до 5 лет умирали. Последние попадали в дет-дома. Они постоянно болели различными заболеваниями, например, малярия и дизентерия. Еду выдавали по карточкам: хлеб, муку, сахар. Согласно норме, работающему прилагалось от 400 до 600 граммов хлеба, неработающему — 200 граммов. Жить было сложно из-за постоянных переездов. Не разрешалось покидать место ссылки без разрешения руководства. Ссыльные не имели паспортов, поэтому один раз в месяц они должны были регистрироваться. Ссыльные не могли выбирать ни род работы, ни места проживания. За побег либо за попытку побега наказывали 20 годами каторги..

## Возвращение
После смерти Сталина в 1953 началось освобождение ссыльных. В 1953 г. в СССР насчитывалось 2,7 млн ссыльных. Через 6 лет осталось только 50 тысяч человек. В начале как и политзаключённым, так и ссыльным было запрещено возвращаться в Литву. В 1954 г. закон об амнистии был впервые применён к людям в возрасте 55-60 лет, к людям с ограниченными возможностями или неизлечимо больным. Верховный суд ЛССР рассматривал просьбы о возвращение в Литву, но процесс проходил медленно. В 1956—1957 г. ситуация немного изменилась, в этот период многие получили возможность вернуться. Около 17 тысяч людей покинуло лагеря и тюрьмы. Среди них были известные люди. До 1970 года в Литву вернулось около 80 тысяч людей. Сотрудники КГБ проводили слежку за вернувшимися людьми, у которых возникали проблемы при получении образования и трудоустройстве. Например, не разрешалось занимать пост руководителя на стратегически важных для государства объектах. В основном бывших ссыльных и заключённых направляли на физические работы. Сотрудники КГБ интересовались их личной и социальной жизнью.
| Год  | Колхозы | Домохозяйства | Прогресс | Заработная плата (кГ зерна/трудодень) |
| ---- | ------- | ------------- | -------- | ------------------------------------- |
| 1948 | 20      | 300           | 0.08 %   | 5.6                                   |
| 1949 | 614     | 15,200        | 3.9 %    | 3.9                                   |
| 1950 | 6,032   | 229,300       | 60.5 %   | 2.1                                   |
| 1951 | 4,471   | 326,100       | 89.1 %   | 1.4                                   |
| 1952 | 2,938   | 342,600       | 94.1 %   | 1.7                                   |
| 1953 | 2,628   | 359,600       | 98.8 %   | 1.1                                   |

## Оценки
Депортация гражданского населения в военное время без наличия на то волеизъявления людей подвергается осуждению населения. Некоторые из них считают, что Литва должна выплачивать компенсацию депортированным, как это делается в России (30 евро) по отношению к репрессированным в годы Советской власти и в Германии, которая выплачивает компенсации интернированным из Фонда примирения и согласия.
Годы ссылок литовского населения и места ссылок в 1941—1953 г.
| ГОД           |                                                                                                 |
| ------------- | ----------------------------------------------------------------------------------------------- |
| 1941 04 14-18 | Алтайский край, Красноярский край, Коми АССР, Томская область, Красноярский край, Казахская ССР |
| 1945 02 17    | Молотовская область                                                                             |
| 1945 05 03    | Курган-Тюбе, Таджикская ССР                                                                     |
| 1945 05 24    | Красноярский край, Кемеровская область                                                          |
| 1945 06 18    | Молотовская область                                                                             |
| 1945 07 24    | Коми АССР                                                                                       |
| 1945 08 15    | Коми АССР, Молотовская область                                                                  |
| 1945 09 01    | Коми АССР                                                                                       |
| 1945 09 03    | Коми АССР                                                                                       |
| 1946 02 18-21 | Свердловская область                                                                            |
| 1947 12 11    | Томская область, Тюменская область                                                              |
| 1947 12 23    | Тюменская область, Якутская АССР                                                                |
| 1947 12 31    | Томская область, Коми АССР                                                                      |
| 1948 01 06    | Томская область                                                                                 |
| 1948 03 28    | Красноярский край                                                                               |
| 1948 05 22-27 | Красноярский край, Ирку́тская о́бласть, Бурят-Монгольская АССР                                    |
| 1949 03 25-28 | Красноярский край, Ирку́тская о́бласть                                                            |
| 1949 04 20    | Ирку́тская о́бласть                                                                               |
| 1949 07 09    | Ирку́тская о́бласть                                                                               |
| 1950 04 14    | Алтайский край                                                                                  |
| 1950 09 01-02 | Хабаровский край                                                                                |
| 1950 09 19    | Хабаровский край                                                                                |
| 1951 07       | Ирку́тская о́бласть, Тюменская область                                                            |
| 1951 09 01    | Ирку́тская о́бласть, Тюменская область                                                            |
| 1951 09 19-20 | Ирку́тская о́бласть, Тюменская область                                                            |
| 1951 10 02-03 | Красноярский край                                                                               |
| 1951 11 30    | Алтайский край                                                                                  |
| 1952 01 23    | Красноярский край                                                                               |
| 1952 02 29    | Красноярский край                                                                               |
| 1952 04 21    | Красноярский край                                                                               |
| 1952 08 05    | Красноярский край                                                                               |
| 1952 11 29    | Красноярский край, Казахская ССР                                                                |
| 1953 02 26    | Томская область                                                                                 |
| 1953 04 12    | Алтайский край                                                                                  |
| 1953 09 12    | Красноярский край                                                                               |